# 克拉斯諾西利亞 (切爾卡瑟州)
49°9′30″N 32°33′15″E / 49.15833°N 32.55417°E
克拉斯諾西利亞（羅馬化：Krasnosillia）是位於烏克蘭中部切爾卡瑟州切爾卡瑟區奇希林市鎮的村莊。該村始建於十七世紀，面積5.24平方公里，海拔高度84米，2007年人口372。